# Лхюнджуб
Лхюнджуб (тиб. ལྷུན་གྲུབ་རྫོང་་, Вайли: lhun grub rdzong; кит. упр. 林周县, пиньинь Línzhōu xiàn, палл. Линьчжоу сянь) — уезд городского округа Лхаса Тибетского автономного района КНР.

## История
Уезд был создан в 1960 году путём объединения двух тибетских дзонгов.

## Административное деление
Уезд делится на 1 посёлок и 9 волостей:
- Посёлок Гандайнчонкор (甘丹曲果镇)
- Волость Цодай (春堆乡)
- Волость Кардзе (卡孜乡)
- Волость Чангка (强嘎乡)
- Волость Сонгпан (松盘乡)
- Волость Джанграша (江热夏乡)
- Волость Банджорглинг (边角林乡)
- Волость Пундо (旁多乡)
- Волость Нгарнанг (阿朗乡)
- Волость Тангго (唐古乡)